# ハワード・ベンソン
ハワード・ベンソン（Howard Benson、1956年 - ）とは、アメリカ合衆国の音楽プロデューサー、マルチプレイヤーである。これまでにフーバスタンクやフライリーフ等の人気バンドの作品を手掛けており、数多くグラミー賞にノミネートされた経験を持つ。

## ディスコグラフィ
ハワード・ベンソンは、スリー・デイズ・グレイス、マイ・ケミカル・ロマンス、ドートリーを含む数多くのトップ・アーティストのために、彼のキャリアを通じて何十枚ものディスクをプロデュースしてきている。